# 14. август
14. август (14.08.) је 226. дан у години по грегоријанском календару (227. у преступној години). До краја године има још 139 дана.

## Догађаји
- 1248 — Отпочела је изградња катедрале у Келну.
- 1385 — Победом у бици код Алжубароте, португалске снаге осујетиле су инвазију краља Кастиље Хуана I, чиме је осигурана независност Португалије.
- 1457 — Гутенбергова штампарија у Мајнцу издала је Мајнцишки псалтир, прву штампану књигу у боји.
- 1784 — На острву Кодијак поред Аљаске основана је прва руска колонија.
- 1816 — Уједињено Краљевство је формално анектирало архипелаг Тристан де Куња.
- 1867 — У покушају да створи велики балкански савез против Отоманског царства, кнез Србије Михаило Обреновић склопио је уговор са Грцима.
- 1878 — Аустроугарска војска је умарширала у Љубиње, у склопу анексије Босне и Херцеговине.
- 1893 — У Француској су, први пут у свету, уведене регистарске таблице за моторна возила.
- 1900 — Снаге европских велесила, САД и Јапана, заузеле су Пекинг, чиме је окончан Боксерски устанак у Кини.
- 1920 — У Београду је потписан уговор о стварању „Мале Антанте“, војно-одбрамбеног савеза Чехословачке и Краљевине Срба, Хрвата и Словенаца против рестаурације Хабзбурговаца и ревизионистичких тежњи Мађарске после Првог светског рата.
- 1934 — У први нацистички концентрациони логор Дахау, код Минхена, стигли су први затвореници, противници режима Адолфа Хитлера.
- 1941 — Британски премијер Винстон Черчил и председник САД Френклин Рузвелт потписали су Атлантску повељу, којом су се заложили за право сваког народа да изабере власт у својој земљи и да се изјашњава о територијалним променама.
- 1945 — Јапан је прихватио савезничке захтеве за безусловну капитулацију.
- 1947 — Формирана је држава Пакистан, настала по завршетку британске владавине у региону и поделе индијског потконтинента на исламски Пакистан и Индију насељену претежно Хиндусима.
- 1949 — У Западној Немачкој су одржани први избори после Другог светског рата. Конрад Аденауер је постао први канцелар Западне Немачке.
- 1969 — Влада Велике Британије одобрила је улазак британских трупа у Северну Ирску да би спречила ескалацију сукоба између католика и протестаната.
- 1970 — СФР Југославија и Ватикан обновили су пуне дипломатске односе после 18-годишњег прекида.
- 1980 — Лех Валенса и његове колеге у бродоградилишту у Гдањску започели су штрајк, који је водио до оснивања покрета Солидарност у Пољској.
- 1986 —
  - У експлозији аутомобила-бомбе у источном делу Бејрута погинуло је 19, а рањено 90 људи.
  - У Пакистану је избила побуна против власти председника Зије ул Хака. Неколико људи је убијено, а лидер опозиције Беназир Буто је ухапшена.
- 1994 — Суданске власти су предали француским агентима Карлоса Шакала, траженог за бројне терористичке нападе у Европи.
- 1996 — Јужноафричка Национална партија, носилац политике апартхејда у Јужној Африци, у парламенту је прешла у опозиционе клупе, после 48 година.
- 2000 —
  - Руска православна црква прогласила је за свеце последњег руског цара Николаја II Романова и чланове његове породице, који су убијени током Октобарске револуције, 1918. године.
  - Савет безбедности УН донео је резолуцију о формирању посебног суда за злочине почињене током грађанског рата у Сијера Леонеу.
- 2003 — Велики испад електроенергетског система се догодио на североистоку САД и у канадској покрајини Онтарио, оставивши више од 50.000.000 људи без електричне енергије.
- 2006 — Уједињене нације су склопиле примирје у Либанском рату између Хезболаха и Израела.
- 2013 — Египатске службе безбедности су напале два кампа присталица збаченог председника Мухамеда Морсија у Каиру, што је довело на најмање 683 мртвих и увођења ванредног стања.

## Рођења
- 1777 — Ханс Кристијан Ерстед, дански физичар и хемичар. (прем. 1851)[1]
- 1867 — Џон Голсворди, енглески романописац и драматург, добитник Нобелове награде за књижевност (1932). (прем. 1933)
- 1876 — Александар Обреновић, краљ Србије (1889—1903). (прем. 1903)
- 1921 — Ото Ребула, српски и југословенски атлетичар. (прем. 2001)
- 1921 — Драго Флис, учесник Народноослободилачке борбе, друштвено-политички радник СР Словеније и СФР Југославије и народни херој Југославије. (прем. 2019)
- 1924 — Драго Маловић, црногорски глумац. (прем. 2014)
- 1930 — Миладин Животић, српски филозоф. (прем. 1997)
- 1933 — Рихард Ернст, швајцарски физикохемичар, добитник Нобелове награде за хемију (1991). (прем. 2021)
- 1934 — Вернон Добчеф, француско енглески глумац.
- 1941 — Дејвид Крозби, амерички музичар. (прем. 2023)
- 1941 — Вида Огњеновић, српска књижевница, редитељка, драматуршкиња и дипломаткиња.
- 1945 — Вим Вендерс, немачки редитељ, сценариста, продуцент, глумац, писац и фотограф.
- 1945 — Стив Мартин, амерички глумац, комичар, писац и музичар.
- 1947 — Данијела Стил, америчка књижевница.
- 1959 — Марша Геј Харден, америчка глумица.
- 1959 — Меџик Џонсон, амерички кошаркаш.
- 1966 — Хали Бери, америчка глумица.
- 1968 — Кетрин Бел, америчка глумица, продуценткиња и модел.
- 1973 — Владимир Вујасиновић, српски ватерполиста и ватерполо тренер.
- 1973 — Џеј-Џеј Окоча, нигеријски фудбалер.
- 1974 — Чаки Еткинс, амерички кошаркаш.
- 1978 — Радован Кривокапић, српски фудбалер и фудбалски тренер.
- 1980 — Бојана Ординачев, српска глумица.
- 1983 — Мила Кунис, украјинско-америчка глумица.
- 1984 — Ева Бирнерова, чешка тенисерка.
- 1984 — Иван Жигерановић, српски кошаркаш.
- 1984 — Ђорђо Кјелини, италијански фудбалер.
- 1984 — Робин Седерлинг, шведски тенисер.
- 1988 — Љубомир Фејса, српски фудбалер.
- 1989 — Андер Ерера, шпански фудбалер.
- 1994 — Теодора Бјелица, српска глумица и модел.
- 2001 — Петар Станић, српски фудбалер.

## Смрти
- 1930 — Јосип Колумбо, један од седам секретара СКОЈ-а. (рођ. 1905)
- 1930 — Перо Поповић Ага, обућарски радник и један од седморице секретара СКОЈ-а. (рођ. 1905)
- 1941 — Пол Сабатје, француски хемичар, добитник Нобелове награде. (рођ. 1854)
- 1956 — Бертолт Брехт, немачки писац драма, позоришни теоретичар. (рођ. 1898)
- 1958 — Фредерик Жолио, француски научник, добитник Нобелове награде. (рођ. 1900)
- 1988 — Енцо Ферари, италијански конструктор спортских аутомобила. (рођ. 1898)
- 2004 — Чеслав Милош, пољски писац и нобеловац. (рођ. 1911)